# Ascaris du chien
Toxocara canis
Espèce
Toxocara canis, aussi appelé couramment ascaris du chien,  est une espèce de nématodes dont l'adulte parasite l'intestin du chiot ou du chat et dont les premiers stades larvaires peuvent évoluer chez l'Homme en déterminant la toxocarose humaine, dont il existe des formes graves (avec des conséquences neuropsychiques quand le parasite pénètre le système nerveux central, dont le cerveau par exemple). C'est le parasite nématode le plus commun du chien et du chat.
D'autres hôtes peuvent être accidentellement parasités dont l'Homme et les rongeurs. Le comportement de la souris infectée est modifié.

## Histoire de l'espèce
L'espèce est scientifiquement décrite en 1782 par le naturaliste Paul Christian Friedrich Werner.
Sprent en 1958 publie ses observations sur le développement de ce ver chez le chien.

## Description

### Morphologie

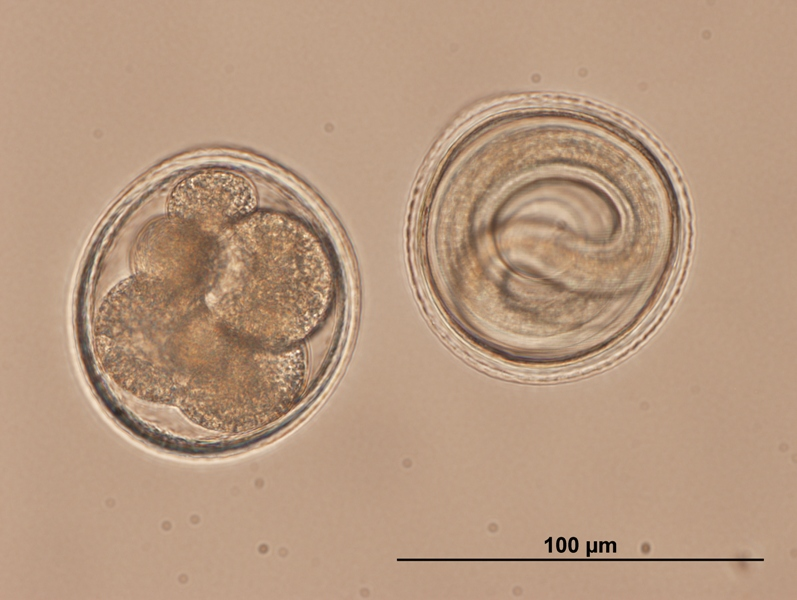

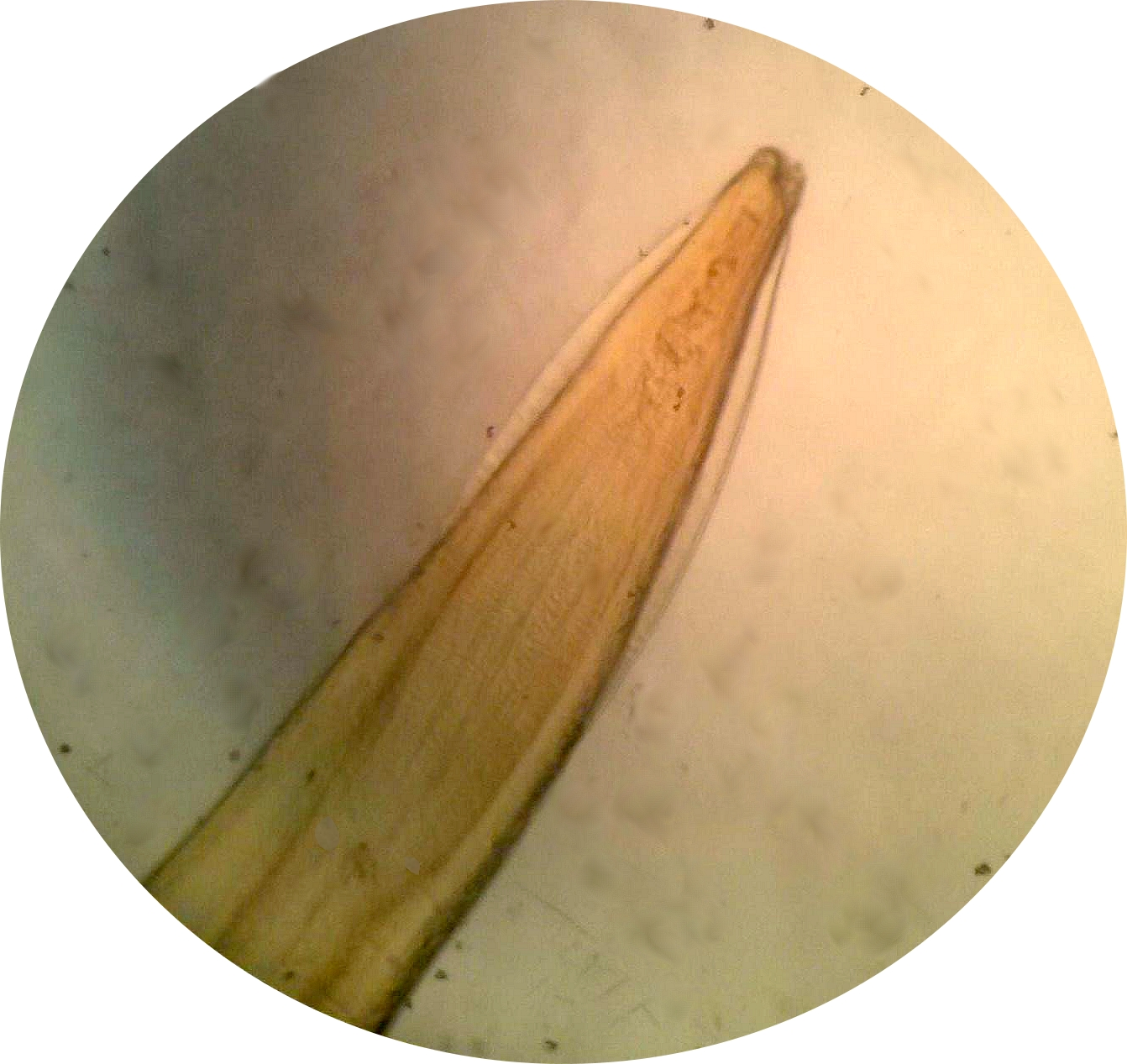
Extrémité antérieure de la forme adulte, détail des ailes cervicales

L'adulte mesure de 10 à 18 cm de longueur pour 1 à 2 mm de diamètre et présente une couleur blanc nacré. Il est souvent observé partiellement enroulé sur lui-même. L'extrémité antérieure portes deux ailes cervicales latérales dites en fer de lance. La bouche est entourée de trois lèvres développées.

### Répartition géographique et importance
Cosmopolite, comme le chien, Toxocara canis est un parasite très répandu et très fréquent. L'affection humaine, également cosmopolite, est au contraire sporadique et accidentelle, et tire son importance de sa symptomatologie déroutante et des difficultés du diagnostic et du traitement.

### Cycle de vie
Le chien adulte développant une très forte immunité, seul le chiot est parasité. L'homme et surtout l'enfant, s'infecte en avalant les œufs éliminés avec les déjections du chien qui souillent les aliments ou les mains. Libérés par la digestion, les jeunes larves tentent d'effectuer leur périple migratoire, mais désorientées par la topographie des organes, elles errent dans le foie, le poumon, les autres viscères et même parfois le système nerveux central. Puis, au bout de quelques semaines ou de quelques mois, parfois même de quelques années, elles meurent et se calcifient.

## Clinique
La maladie peut s'observer à tous âges, mais elle est plus fréquente chez l'enfant, du fait de l'étroitesse de ses contacts avec le chien.
- Habituellement, l'attention est attirée par des signes généraux : asthénie, perte d'appétit, fléchissement de l'état général accompagné par une fièvre capricieuse et des troubles de type allergique (crise d'urticaire, rash, œdème de Quincke, etc.). L'examen du malade met en évidence une hépatomégalie nette, sensible, et quelquefois une splénomégalie, plus percutable que palpable.
- Dans les autres cas, le tableau est dominé par un syndrome de Löffler typique et très important. Les examens paracliniques montrent :
  - une hyperéosinophilie sanguine considérable, atteignant 70 à 80 %,
  - une hyperleucocytose,
  - une augmentation de la VS et des gamma-globulines.
- L'évolution, après des phases d'exacerbation et de sédation alternée, se fait vers la disparition progressive, le plus souvent en quelques mois, des troubles cliniques.

### Diagnostic
Le diagnostic est difficile. En l'absence du syndrome de Löffler, on pense surtout, en Europe occidentale, à une distomatose à Fasciola hepatica. Mais la sérologie spécifique reste muette et le traitement émétinien est sans effet.
La ponction-biopsie du foie, si on la pratique, peut parfois apporter la confirmation diagnostique en montant un granulome inflammatoire centré sur une larve, typique avec ses ailerons latéraux. Mais, bien souvent l'examen passe à côté, et ne montre que l'état très congestif du parenchyme hépatique.
L'immunoélectrophorèse (à l'antigène spécifique Toxocara), d'un grand secours si on songe à la pratiquer, a un résultat plus spécifique que l'immunofluorescence indirecte.

### Traitement (1980)
Le traitement est décevant : la plupart des anthelmintiques ont peu d'effet en raison du métabolisme réduit des larves.
Les antihistaminiques et les corticoïdes sont employés avec profit contre les troubles allergiques.

### Épidémiologie
Les enfants de moins de 4 ans, qui portent beaucoup leurs doigts à la bouche sont ceux qui sont le plus souvent infestés. Ils peuvent facilement être contaminés notamment dans les environnements domestiques ou publics (aires de jeu par exemple) où les chiens sont également présents. Lors d'une étude américaine faite en 1975, 20 % des excréments de chiens examinés contenaient des œufs d'Ascaris du chien ; plus de 30 % des échantillons de sol d'un parc urbain (Rittenhouse Square de Philadelphie, en Pennsylvanie) où jouent les enfants et où les chiens font leurs besoins en contenait aussi.